# Campionati del mondo di ciclismo su strada 1971
I Campionati del mondo di ciclismo su strada 1971 si disputarno a Mendrisio in Svizzera il 4 e 5 settembre 1971.
Furono assegnati quattro titoli:
- Prova in linea Donne, gara di 50,4 km
- Prova in linea Uomini Dilettanti, gara di 168 km
- Cronometro a squadre Uomini Dilettanti, gara di 100 km
- Prova in linea Uomini Professionisti, gara di 268,8 km

## Storia
Protagonisti sul circuito di Mendrisio furono il belga Eddy Merckx e l'italiano Felice Gimondi che, appaiati per tutta la corsa, si ritrovarono a lottare da soli per la vittoria finale. Gimondi cercò di sorprendere Merckx, ma la superiorità del belga in volata gli permise di vincere il suo secondo oro mondiale.
Il francese Régis Ovion vinse il titolo dilettanti e secondo si piazzò il giovane belga Freddy Maertens. La cronometro a squadre fu vinta dal Belgio, mentre il titolo femminile rimase ad Anna Konkina, che bissò il successo dell'anno precedente.

## Medagliere
| Pos.   | Nazione          | Oro | Argento | Bronzo | Totale |
| ------ | ---------------- | --- | ------- | ------ | ------ |
| 1      | Belgio           | 2   | 1       | 0      | 3      |
| 2      | Francia          | 1   | 0       | 1      | 2      |
| 3      | Unione Sovietica | 1   | 0       | 0      | 1      |
| 4      | Italia           | 0   | 2       | 0      | 2      |
| 5      | Paesi Bassi      | 0   | 1       | 1      | 2      |
| 6      | Polonia          | 0   | 0       | 1      | 1      |
| 6      | Spagna           | 0   | 0       | 1      | 1      |
| Totale | Totale           | 4   | 4       | 4      | 12     |

## Sommario degli eventi
| Eventi                        | Oro                                                  | Tempo                      | Argento                                             | Tempo | Bronzo                              | Tempo   |
| Uomini Professionisti         |                                                      |                            |                                                     |       |                                     |         |
| Gara in linea dettagli        | Eddy Merckx Belgio                                   | 6h39'06" Media 40,410 km/h | Felice Gimondi Italia                               | s.t.  | Cyrille Guimard Francia             | a 1'13" |
| Uomini Dilettanti             |                                                      |                            |                                                     |       |                                     |         |
| Gara in linea dettagli        | Régis Ovion Francia                                  | ?                          | Freddy Maertens Belgio                              | ?     | José Luis Viejo Spagna              | ?       |
| Cronometro a squadre dettagli | Belgio Hermans, Van Cauter, Verreydt, Van Der Linden | ?                          | Paesi Bassi Den Hertog, Duyker, Schur, Van den Hoek | ?     | Polonia Barcik, Szozda, Smyrak, Lis | ?       |
| Donne                         |                                                      |                            |                                                     |       |                                     |         |
| Gara in linea dettagli        | Anna Konkina Unione Sovietica                        | ?                          | Morena Tartagni Italia                              | ?     | Keetie van Oosten-Hage Paesi Bassi  | ?       |